# Paral·lel 20° sud
El paral·lel 20° sud és una línia de latitud que es troba a 20 graus sud de la línia equatorial terrestre. Travessa l'oceà Atlàntic, l'Àfrica, l'Oceà Índic, el Sud-est Asiàtic, l'Australàsia, l'Oceà Pacífic i Amèrica del Sud.

## Geografia
En el sistema geodèsic WGS84, al nivell de 20° de latitud sud, un grau de longitud equival a 104,647 km; la longitud total del paral·lel és de 37.673 km, que és aproximadament 94,0% de la de l'equador, del que es troba a 2.212 km i a 7.790 km del pol Sud

## Arreu del món
A partir del Meridià de Greenwich i cap a l'est, el paral·lel 20° sud passa per: 
| Coordenades                               | País. Territori o mar | Notes |
| ----------------------------------------- | --------------------- | --- |
| 20° 0′ S, 0° 0′ E / 20.000°S,0.000°E      | Oceà Atlàntic         | |
| 20° 0′ S, 13° 1′ E / 20.000°S,13.017°E    | Namíbia               | |
| 20° 0′ S, 21° 0′ E / 20.000°S,21.000°E    | Botswana              | |
| 20° 0′ S, 26° 55′ E / 20.000°S,26.917°E   | Zimbàbue              | |
| 20° 0′ S, 33° 1′ E / 20.000°S,33.017°E    | Moçambic              | |
| 20° 0′ S, 34° 45′ E / 20.000°S,34.750°E   | Oceà Índic            | Canal de Moçambic |
| 20° 0′ S, 44° 28′ E / 20.000°S,44.467°E   | Madagascar            | |
| 20° 0′ S, 48° 47′ E / 20.000°S,48.783°E   | Oceà Índic            | |
| 20° 0′ S, 57° 35′ E / 20.000°S,57.583°E   | Maurici               | |
| 20° 0′ S, 57° 38′ E / 20.000°S,57.633°E   | Oceà Índic            | |
| 20° 0′ S, 119° 5′ E / 20.000°S,119.083°E  | Austràlia             | Austràlia Occidental |
| 20° 0′ S, 119° 22′ E / 20.000°S,119.367°E | Oceà Índic            | |
| 20° 0′ S, 119° 44′ E / 20.000°S,119.733°E | Austràlia             | Austràlia Occidental Territori del Nord Queensland |
| 20° 0′ S, 148° 16′ E / 20.000°S,148.267°E | Mar del Corall        | |
| 20° 0′ S, 148° 26′ E / 20.000°S,148.433°E | Austràlia             | Queensland – Illa Gloucester |
| 20° 0′ S, 148° 28′ E / 20.000°S,148.467°E | Mar del Corall        | Passa al sud de l'escull Marion a les illes del Mar del Corall Austràlia · Passa al sud dels illots del Mouillage, Nova Caledònia · Passa al nord de l'Île Baaba, Nova Caledònia · Passa entre les illes de Tanna i Anatom, Vanuatu |
| 20° 0′ S, 170° 0′ E / 20.000°S,170.000°E  | Oceà Pacífic          | Passa entre les illes de Vatoa i Ono-i-Lau, Fiji · Passa a través del grup de l'illa Ha'apai, Tonga |
| 20° 0′ S, 158° 8′ O / 20.000°S,158.133°O  | Illes Cook            | Illa d'Atiu |
| 20° 0′ S, 158° 4′ O / 20.000°S,158.067°O  | Oceà Pacífic          | Passa entre els atols de Hereheretue i Anuanuraro, Polinèsia Francesa · Passa entre els atols d'Ahunui i Vanavana, Polinèsia Francesa                                                                                               |
| 20° 0′ S, 70° 7′ O / 20.000°S,70.117°O    | Xile                  | |
| 20° 0′ S, 68° 33′ O / 20.000°S,68.550°O   | Bolívia               | |
| 20° 0′ S, 61° 53′ O / 20.000°S,61.883°O   | Paraguai              | |
| 20° 0′ S, 58° 10′ O / 20.000°S,58.167°O   | Bolívia               | |
| 20° 0′ S, 57° 52′ O / 20.000°S,57.867°O   | Brasil                | Mato Grosso do Sul São Paulo Minas Gerais - per uns 10 km São Paulo Minas Gerais São Paulo - per uns 16 km Minas Gerais - per uns 11 km São Paulo - per uns 14 km Minas Gerais Espírito Santo                                       |
| style="background                         |                       | |:#b0e0e6;" | 20° 0′ S, 39° 44′ O / 20.000°S,39.733°O
! scope="row" style="background:#b0e0e6;" | Oceà Atlàntic
| style="background:#b0e0e6;" | 
|-
|}